# Aleix Clapés

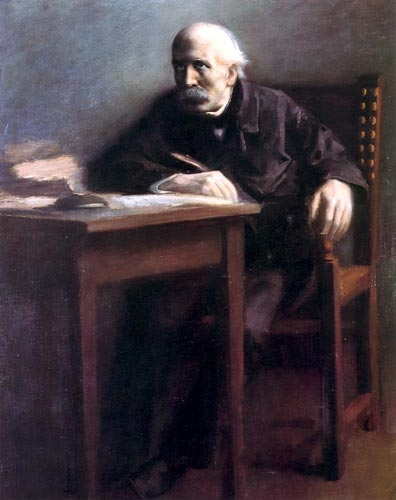
Josep Maria Bocabella, óleo de Aleix Clapés.

Aleix Clapés i Puig (Vilassar de Dalt, 1850 - Barcelona, 1920), foi um pintor do modernismo catalão. Discípulo de Claudi Lorenzale na Escola de Llotja de Barcelona, viria mais tarde a formar-se em Paris com Eugène Carrière. Foi diretor da revista Hispania.
As suas pinturas, sobretudo as religiosas, têm um certo estilo expressionista com um ar sombrio similar ao das obras de James Ensor. O arquiteto Antoni Gaudí chamou-o para colaborar com ele na decoração de várias das suas obras, em especial na execução de murais no Palácio Güell e na Casa Milà.
Clapés é também conhecido pela realização de móveis de tendência claramente modernista para a família Ibarz de Barcelona em 1900, incluindo um sofá, uma mesa, cadeiras e uma cristaleira. Estes móveis foram posteriormente adquiridos pela Casa-Museu Gaudí, onde estão em exibição, pois acredita-se que terá sido assessorado por Gaudí durante a sua concepção.